# Гаррісон Ешбі
Гаррісон Чарльз Ешбі (англ. Harrison Charles Ashby, нар. 14 листопада 2001, Мілтон-Кінз, Англія) — шотландський футболіст, фланговий захисник англійського клубу «Вест Гем Юнайтед» та молодіжної збірної Шотландії.

## Клубна кар'єра
Гаррісон Ешбі є вихованцем англійського клубу «Вест Гем Юнайтед», де він починав займатися футболом з дев'ятирічного віку. Влітку 2020 року Ешбі підписав з клубом перший професійний контракт. В основі футболіст дебютував 15 грудня 2021 року, коли вийшов на заміну у матчі АПЛ проти лондонського «Арсеналу».

## Збірна
Народжений в Англії, Гаррісон Ешбі має шотландське коріння по лінії матері. Тому у 2018 році він зробив свій вибір на користь Шотландії. І представляв цю країну у складі юнацьких збірних. 23 вересня 2020 року Ешбі отримав виклик до молодіжної збірної Шотландії.

## Особисте життя
Батько Гаррісон - Баррі Ешбі колишній англійський футболіст, виступав у складі клубів «Брентфорд» та «Джиллінгем».